# Boels Ladies Tour 2017
La 20e édition du Boels Ladies Tour a lieu du 29 août au 3 septembre 2017. C'est la dix-neuvième manche de l'UCI World Tour.
Annemiek van Vleuten remporte le prologue à domicile. Le lendemain, Kirsten Wild s'impose au sprint avec deux vélos d'avance. Annemiek van Vleuten récidive sur le contre-la-montre de la troisième étape. La quatrième étape se conclut au sprint.Lisa Brennauer gagne de justesse devant Chloe Hosking et Roxane Fournier. Le parcours devient nettement plus vallonné sur les deux dernières étapes dans le Limbourg. Anna van der Breggen et Annemiek van Vleuten, les deux premières du classement World Tour, en profitent pour s'échapper et ainsi s'assurer les deux premières places du classement général. Anna van der Breggen gagne la cinquième étape. Sur la dernière étape, le profil est favorable aux échappées. Janneke Ensing et Katarzyna Niewiadoma animent l'étape. La première est récompensée de ses efforts par une première victoire professionnelle. Au classement général, Annemiek van Vleuten remporte l'épreuve devant Anna van der Breggen et Ellen van Dijk. Lisa Brennauer s'adjuge le classement par points, Alexis Ryan celui de la meilleure grimpeuse, Winanda Spoor celui des sprints et Demi de Jong celui de la meilleure jeune. La formation Boels Dolmans est la meilleure équipe.

## Parcours
Le prologue de l'épreuve se dispute à Wageningue, lieu de résidence d'Annemiek van Vleuten, championne des Pays-Bas du contre-la-montre et spécialiste des prologues.

## Équipes
| Équipes féminines professionnelles (14)- Alé Cipollini Galassia - Boels Dolmans - Canyon-SRAM - Cylance Pro Cycling - FDJ-Nouvelle Aquitaine-Futuroscope - Hitec Products - Lares-Waowdeals Women Cycling Team - Lensworld-Kuota - Orica-Scott - Parkhotel Valkenburg-Destil Cycling Team - Sunweb - VéloCONCEPT Women - Wiggle High5 - WM3 Pro Cycling Équipes nationales (2)- Belgique - États-Unis |
| |

## Favorites
Au départ de l'épreuve, Anna van der Breggen est en tête du classement World Tour avec 859 points. Annemiek van Vleuten est troisième avec 763 points.

## Étapes
| Étape    | Date    | Villes étapes                   | type                        | Distance (km) | Vainqueur d'étape    | Leader du classement général |
| -------- | ------- | ------------------------------- | --------------------------- | ------------- | -------------------- | ---------------------------- |
| Prologue | 29 août | Wageningue – Wageningue         | prologue                    | 4,3           | Annemiek van Vleuten | Annemiek van Vleuten         |
| 2e étape | 30 août | Eibergen – Arnhem               | étape de plaine             | 132,8         | Kirsten Wild         | Annemiek van Vleuten         |
| 3e étape | 31 août | Rosendael – Rosendael           | contre-la-montre individuel | 16,9          | Annemiek van Vleuten | Annemiek van Vleuten         |
| 4e étape | 1 sept. | Gennep – Weert                  | étape de plaine             | 121,4         | Lisa Brennauer       | Annemiek van Vleuten         |
| 5e étape | 2 sept. | Stramproy – Vaals               | étape vallonnée             | 137,5         | Anna van der Breggen | Annemiek van Vleuten         |
| 6e étape | 3 sept. | Sittard-Geleen – Sittard-Geleen | étape vallonnée             | 157,1         | Janneke Ensing       | Annemiek van Vleuten         |

## Déroulement de la course

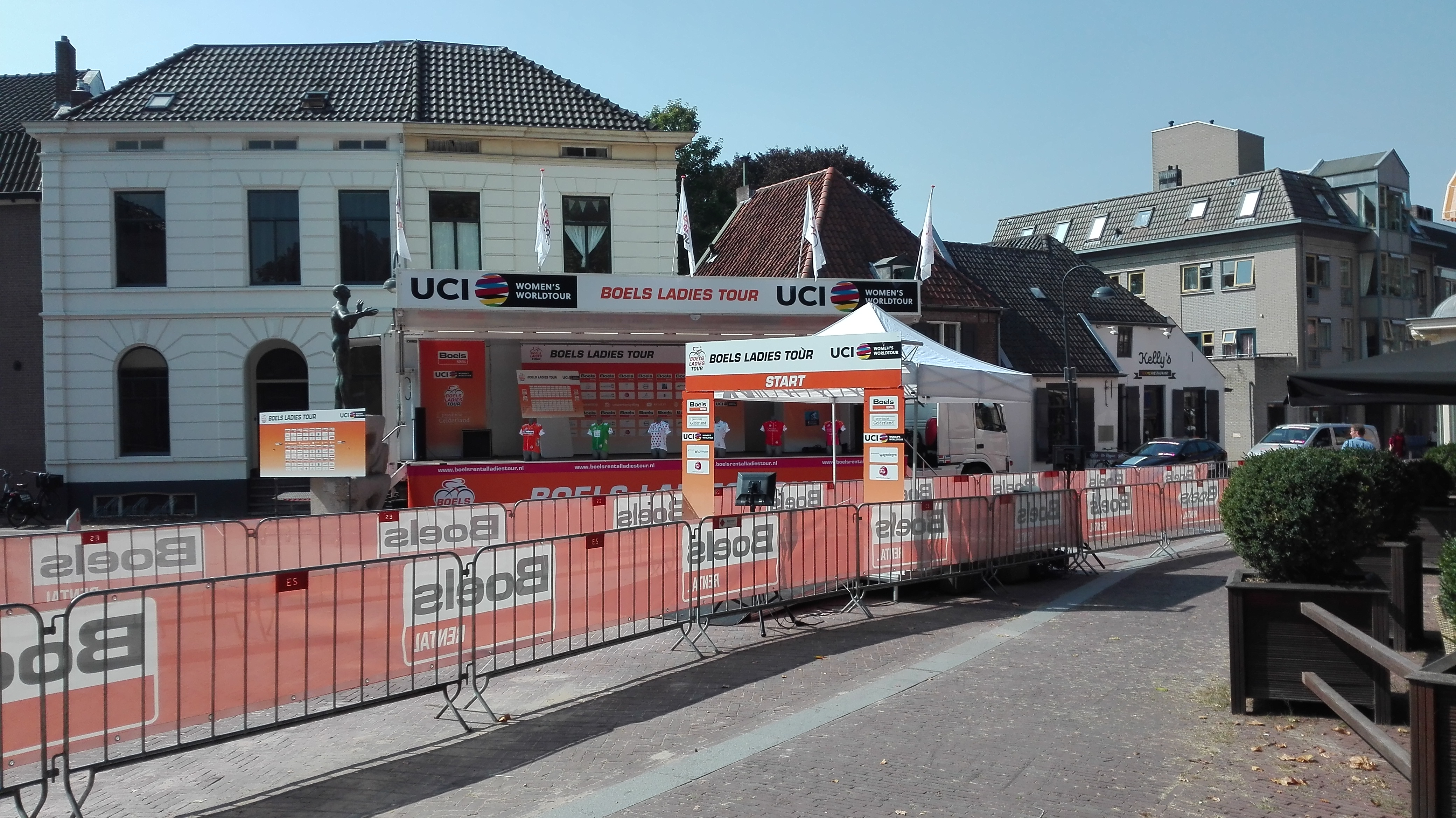
Podium de départ du prologue
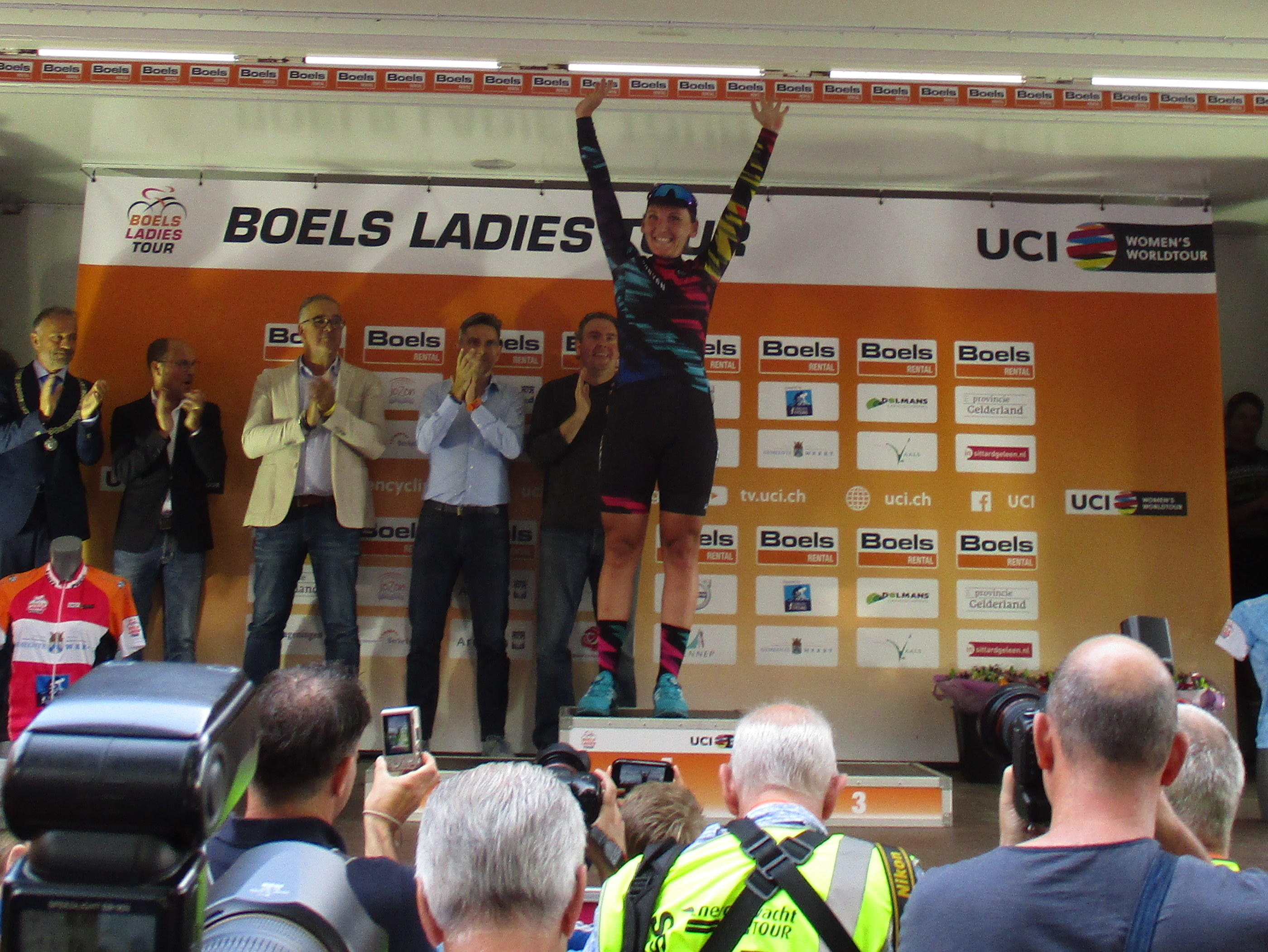
Lisa Brennauer sur le podium de la quatrième étape
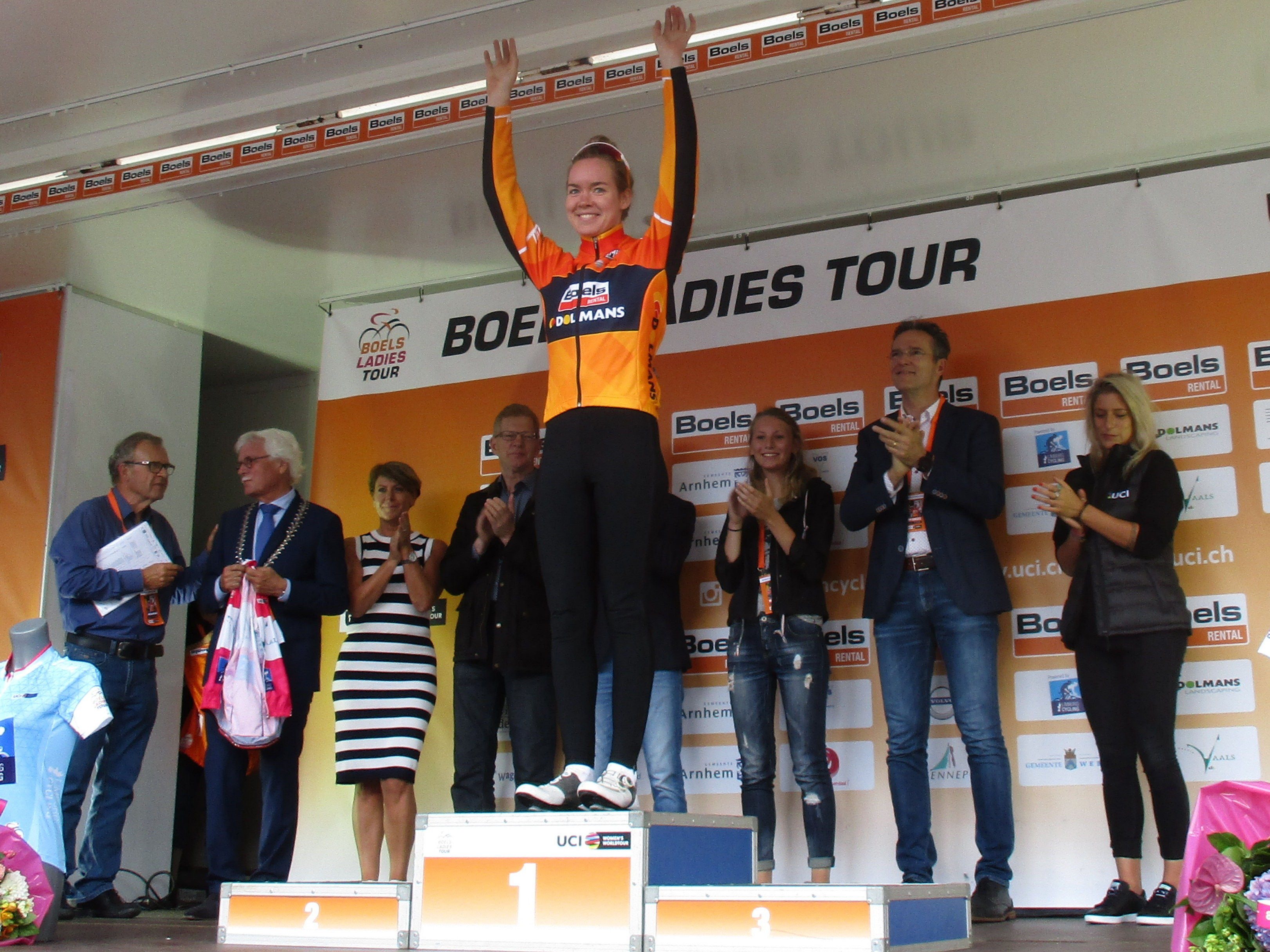
Victoire d'Anna van der Breggen de la cinquième étape

### Prologue
Annemiek van Vleuten, favorite et locale de l'étape, s'impose sur ce prologue. Elle devance d'autres spécialistes de l'effort solitaire : Ellen van Dijk et Lisa Brennauer.
| \| Classement de l'étape \| Classement de l'étape \| Classement de l'étape \| Classement de l'étape \| Classement de l'étape \| \| Coureuse \| Coureuse \| Pays \| Équipe \| Temps \| \| --------------------- \| --------------------- \| --------------------- \| --------------------- \| --------------------- \| \| 1re \| Annemiek van Vleuten \| Pays-Bas \| Orica-Scott \| 5 min 47 s \| \| 2e \| Ellen van Dijk \| Pays-Bas \| Sunweb \| + 5 s \| \| 3e \| Lisa Brennauer \| Allemagne \| Canyon-SRAM Racing \| + 11 s \| \| 4e \| Anna van der Breggen \| Pays-Bas \| Boels Dolmans \| + 15 s \| \| 5e \| Trixi Worrack \| Allemagne \| Canyon-SRAM Racing \| + 18 s \| \| 6e \| Amy Pieters \| Pays-Bas \| Boels Dolmans \| + 19 s \| \| 7e \| Chantal Blaak \| Pays-Bas \| Boels Dolmans \| + 19 s \| \| 8e \| Mieke Kröger \| Allemagne \| Canyon-SRAM Racing \| + 19 s \| \| 9e \| Lizzie Deignan \| Royaume-Uni \| Boels Dolmans \| + 20 s \| \| 10e \| Lucinda Brand \| Pays-Bas \| Sunweb \| + 23 s \| |                      |             |                    |            |
| |                      |             |                    |            |
| |                      |             |                    |            |
| Classement de l'étape |                      |             |                    |            |
| Coureuse | Coureuse             | Pays        | Équipe             | Temps      |
| 1re | Annemiek van Vleuten | Pays-Bas    | Orica-Scott        | 5 min 47 s |
| 2e | Ellen van Dijk       | Pays-Bas    | Sunweb             | + 5 s      |
| 3e | Lisa Brennauer       | Allemagne   | Canyon-SRAM Racing | + 11 s     |
| 4e | Anna van der Breggen | Pays-Bas    | Boels Dolmans      | + 15 s     |
| 5e | Trixi Worrack        | Allemagne   | Canyon-SRAM Racing | + 18 s     |
| 6e | Amy Pieters          | Pays-Bas    | Boels Dolmans      | + 19 s     |
| 7e | Chantal Blaak        | Pays-Bas    | Boels Dolmans      | + 19 s     |
| 8e | Mieke Kröger         | Allemagne   | Canyon-SRAM Racing | + 19 s     |
| 9e | Lizzie Deignan       | Royaume-Uni | Boels Dolmans      | + 20 s     |
| 10e | Lucinda Brand        | Pays-Bas    | Sunweb             | + 23 s     |

| \| Classement général \| Classement général \| Classement général \| Classement général \| Classement général \| \| Coureuse \| Coureuse \| Pays \| Équipe \| Temps \| \| ------------------ \| -------------------- \| ------------------ \| ------------------ \| ------------------ \| \| 1re \| Annemiek van Vleuten \| Pays-Bas \| Orica-Scott \| 5 min 47 s \| \| 2e \| Ellen van Dijk \| Pays-Bas \| Sunweb \| + 5 s \| \| 3e \| Lisa Brennauer \| Allemagne \| Canyon-SRAM Racing \| + 11 s \| \| 4e \| Anna van der Breggen \| Pays-Bas \| Boels Dolmans \| + 15 s \| \| 5e \| Trixi Worrack \| Allemagne \| Canyon-SRAM Racing \| + 18 s \| \| 6e \| Amy Pieters \| Pays-Bas \| Boels Dolmans \| + 19 s \| \| 7e \| Chantal Blaak \| Pays-Bas \| Boels Dolmans \| + 19 s \| \| 8e \| Mieke Kröger \| Allemagne \| Canyon-SRAM Racing \| + 19 s \| \| 9e \| Lizzie Deignan \| Royaume-Uni \| Boels Dolmans \| + 20 s \| \| 10e \| Lucinda Brand \| Pays-Bas \| Sunweb \| + 23 s \| |                      |             |                    |            |
| |                      |             |                    |            |
| |                      |             |                    |            |
| Classement général |                      |             |                    |            |
| Coureuse | Coureuse             | Pays        | Équipe             | Temps      |
| 1re | Annemiek van Vleuten | Pays-Bas    | Orica-Scott        | 5 min 47 s |
| 2e | Ellen van Dijk       | Pays-Bas    | Sunweb             | + 5 s      |
| 3e | Lisa Brennauer       | Allemagne   | Canyon-SRAM Racing | + 11 s     |
| 4e | Anna van der Breggen | Pays-Bas    | Boels Dolmans      | + 15 s     |
| 5e | Trixi Worrack        | Allemagne   | Canyon-SRAM Racing | + 18 s     |
| 6e | Amy Pieters          | Pays-Bas    | Boels Dolmans      | + 19 s     |
| 7e | Chantal Blaak        | Pays-Bas    | Boels Dolmans      | + 19 s     |
| 8e | Mieke Kröger         | Allemagne   | Canyon-SRAM Racing | + 19 s     |
| 9e | Lizzie Deignan       | Royaume-Uni | Boels Dolmans      | + 20 s     |
| 10e | Lucinda Brand        | Pays-Bas    | Sunweb             | + 23 s     |

### 2eétape
Les premières échappées sont Natalie van Gogh et Anouska Koster. Toutefois la première à véritablement prendre de l'avance est Eri Yonamine partie au kilomètre vingt-et-un. Derrière Ilona Hoeksma, Winanda Spoor et Hanna Solovey partent en poursuite. La Japonaise compte jusqu'à trois minutes d'avance. Elle est rejoint par Hoeksma et Spoor au kilomètre soixante-dix-huit tandis que Solovei est reprise par le peloton. Celui-ci lance la chasse. La dernière côte laisse Eri Yonamine de nouveau seule en tête. Elle est rejointe par le peloton à trois kilomètres de la ligne. Kirsten Wild s'impose facilement au sprint devant Maria Giulia Confalonieri et Lisa Brennauer.
| \| Classement de l'étape \| Classement de l'étape \| Classement de l'étape \| Classement de l'étape \| Classement de l'étape \| \| Coureuse \| Coureuse \| Pays \| Équipe \| Temps \| \| --------------------- \| ------------------------- \| --------------------- \| ---------------------------------- \| --------------------- \| \| 1re \| Kirsten Wild \| Pays-Bas \| Cylance \| 3 h 18 min 48 s \| \| 2e \| Maria Giulia Confalonieri \| Italie \| Lensworld-Kuota \| + 0 s \| \| 3e \| Lisa Brennauer \| Allemagne \| Canyon-SRAM Racing \| + 0 s \| \| 4e \| Trixi Worrack \| Allemagne \| Canyon-SRAM Racing \| + 0 s \| \| 5e \| Ellen van Dijk \| Pays-Bas \| Sunweb \| + 0 s \| \| 6e \| Sheyla Gutiérrez \| Espagne \| Cylance \| + 0 s \| \| 7e \| Claudia Koster \| Pays-Bas \| VéloCONCEPT Women \| + 0 s \| \| 8e \| Jessy Druyts \| Belgique \| Sport Vlaanderen-Etixx \| + 0 s \| \| 9e \| Jeanne Korevaar \| Pays-Bas \| WM3 \| + 0 s \| \| 10e \| Roxane Fournier \| France \| FDJ-Nouvelle Aquitaine-Futuroscope \| + 0 s \| |                           |           |                                    |                 |
| |                           |           |                                    |                 |
| |                           |           |                                    |                 |
| Classement de l'étape |                           |           |                                    |                 |
| Coureuse | Coureuse                  | Pays      | Équipe                             | Temps           |
| 1re | Kirsten Wild              | Pays-Bas  | Cylance                            | 3 h 18 min 48 s |
| 2e | Maria Giulia Confalonieri | Italie    | Lensworld-Kuota                    | + 0 s           |
| 3e | Lisa Brennauer            | Allemagne | Canyon-SRAM Racing                 | + 0 s           |
| 4e | Trixi Worrack             | Allemagne | Canyon-SRAM Racing                 | + 0 s           |
| 5e | Ellen van Dijk            | Pays-Bas  | Sunweb                             | + 0 s           |
| 6e | Sheyla Gutiérrez          | Espagne   | Cylance                            | + 0 s           |
| 7e | Claudia Koster            | Pays-Bas  | VéloCONCEPT Women                  | + 0 s           |
| 8e | Jessy Druyts              | Belgique  | Sport Vlaanderen-Etixx             | + 0 s           |
| 9e | Jeanne Korevaar           | Pays-Bas  | WM3                                | + 0 s           |
| 10e | Roxane Fournier           | France    | FDJ-Nouvelle Aquitaine-Futuroscope | + 0 s           |

| \| Classement général \| Classement général \| Classement général \| Classement général \| Classement général \| \| Coureuse \| Coureuse \| Pays \| Équipe \| Temps \| \| ------------------ \| -------------------- \| ------------------ \| ------------------ \| ------------------ \| \| 1re \| Annemiek van Vleuten \| Pays-Bas \| Orica-Scott \| 3 h 24 min 25 s \| \| 2e \| Ellen van Dijk \| Pays-Bas \| Sunweb \| + 5 s \| \| 3e \| Lisa Brennauer \| Allemagne \| Canyon-SRAM Racing \| + 7 s \| \| 4e \| Trixi Worrack \| Allemagne \| Canyon-SRAM Racing \| + 18 s \| \| 5e \| Kirsten Wild \| Pays-Bas \| Cylance \| + 18 s \| \| 6e \| Amy Pieters \| Pays-Bas \| Boels Dolmans \| + 19 s \| \| 7e \| Anna van der Breggen \| Pays-Bas \| Boels Dolmans \| + 21 s \| \| 8e \| Lucinda Brand \| Pays-Bas \| Sunweb \| + 23 s \| \| 9e \| Chantal Blaak \| Pays-Bas \| Boels Dolmans \| + 25 s \| \| 10e \| Elisa Longo Borghini \| Italie \| Wiggle High5 \| + 27 s \| |                      |           |                    |                 |
| |                      |           |                    |                 |
| |                      |           |                    |                 |
| Classement général |                      |           |                    |                 |
| Coureuse | Coureuse             | Pays      | Équipe             | Temps           |
| 1re | Annemiek van Vleuten | Pays-Bas  | Orica-Scott        | 3 h 24 min 25 s |
| 2e | Ellen van Dijk       | Pays-Bas  | Sunweb             | + 5 s           |
| 3e | Lisa Brennauer       | Allemagne | Canyon-SRAM Racing | + 7 s           |
| 4e | Trixi Worrack        | Allemagne | Canyon-SRAM Racing | + 18 s          |
| 5e | Kirsten Wild         | Pays-Bas  | Cylance            | + 18 s          |
| 6e | Amy Pieters          | Pays-Bas  | Boels Dolmans      | + 19 s          |
| 7e | Anna van der Breggen | Pays-Bas  | Boels Dolmans      | + 21 s          |
| 8e | Lucinda Brand        | Pays-Bas  | Sunweb             | + 23 s          |
| 9e | Chantal Blaak        | Pays-Bas  | Boels Dolmans      | + 25 s          |
| 10e | Elisa Longo Borghini | Italie    | Wiggle High5       | + 27 s          |

### 3eétape
Le contre-la-montre individuel donne lieu au duel annoncé entre Annemiek van Vleuten et Ellen van Dijk. La première s'impose de quatre secondes comme lors du prologue. Linda Villumsen complète le podium,. À noter, l'absence au départ d'Elizabeth Deignan qui est opérée de l'appendicite.
| \| Classement de l'étape \| Classement de l'étape \| Classement de l'étape \| Classement de l'étape \| Classement de l'étape \| \| Coureuse \| Coureuse \| Pays \| Équipe \| Temps \| \| --------------------- \| --------------------- \| --------------------- \| ----------------------------- \| --------------------- \| \| 1re \| Annemiek van Vleuten \| Pays-Bas \| Orica-Scott \| 22 min 12 s \| \| 2e \| Ellen van Dijk \| Pays-Bas \| Sunweb \| + 4 s \| \| 3e \| Linda Villumsen \| Nouvelle-Zélande \| VéloCONCEPT Women \| + 26 s \| \| 4e \| Anna van der Breggen \| Pays-Bas \| Boels Dolmans \| + 32 s \| \| 5e \| Lisa Brennauer \| Allemagne \| Canyon-SRAM Racing \| + 33 s \| \| 6e \| Mieke Kröger \| Allemagne \| Canyon-SRAM Racing \| + 37 s \| \| 7e \| Ann-Sophie Duyck \| Belgique \| Drops \| + 38 s \| \| 8e \| Chantal Blaak \| Pays-Bas \| Boels Dolmans \| + 42 s \| \| 9e \| Tayler Wiles \| États-Unis \| UnitedHealthcare Women's Team \| + 57 s \| \| 10e \| Elisa Longo Borghini \| Italie \| Wiggle High5 \| + 57 s \| |                      |                  |                               |             |
| |                      |                  |                               |             |
| |                      |                  |                               |             |
| Classement de l'étape |                      |                  |                               |             |
| Coureuse | Coureuse             | Pays             | Équipe                        | Temps       |
| 1re | Annemiek van Vleuten | Pays-Bas         | Orica-Scott                   | 22 min 12 s |
| 2e | Ellen van Dijk       | Pays-Bas         | Sunweb                        | + 4 s       |
| 3e | Linda Villumsen      | Nouvelle-Zélande | VéloCONCEPT Women             | + 26 s      |
| 4e | Anna van der Breggen | Pays-Bas         | Boels Dolmans                 | + 32 s      |
| 5e | Lisa Brennauer       | Allemagne        | Canyon-SRAM Racing            | + 33 s      |
| 6e | Mieke Kröger         | Allemagne        | Canyon-SRAM Racing            | + 37 s      |
| 7e | Ann-Sophie Duyck     | Belgique         | Drops                         | + 38 s      |
| 8e | Chantal Blaak        | Pays-Bas         | Boels Dolmans                 | + 42 s      |
| 9e | Tayler Wiles         | États-Unis       | UnitedHealthcare Women's Team | + 57 s      |
| 10e | Elisa Longo Borghini | Italie           | Wiggle High5                  | + 57 s      |

| \| Classement général \| Classement général \| Classement général \| Classement général \| Classement général \| \| Coureuse \| Coureuse \| Pays \| Équipe \| Temps \| \| ------------------ \| -------------------- \| ------------------ \| ----------------------------- \| ------------------ \| \| 1re \| Annemiek van Vleuten \| Pays-Bas \| Orica-Scott \| 3 h 46 min 47 s \| \| 2e \| Ellen van Dijk \| Pays-Bas \| Sunweb \| + 9 s \| \| 3e \| Lisa Brennauer \| Allemagne \| Canyon-SRAM Racing \| + 40 s \| \| 4e \| Anna van der Breggen \| Pays-Bas \| Boels Dolmans \| + 47 s \| \| 5e \| Linda Villumsen \| Nouvelle-Zélande \| VéloCONCEPT Women \| + 55 s \| \| 6e \| Mieke Kröger \| Allemagne \| Canyon-SRAM Racing \| + 56 s \| \| 7e \| Chantal Blaak \| Pays-Bas \| Boels Dolmans \| + 1 min 01 s \| \| 8e \| Ann-Sophie Duyck \| Belgique \| Drops \| + 1 min 02 s \| \| 9e \| Trixi Worrack \| Allemagne \| Canyon-SRAM Racing \| + 1 min 19 s \| \| 10e \| Tayler Wiles \| États-Unis \| UnitedHealthcare Women's Team \| + 1 min 23 s \| |                      |                  |                               |                 |
| |                      |                  |                               |                 |
| |                      |                  |                               |                 |
| Classement général |                      |                  |                               |                 |
| Coureuse | Coureuse             | Pays             | Équipe                        | Temps           |
| 1re | Annemiek van Vleuten | Pays-Bas         | Orica-Scott                   | 3 h 46 min 47 s |
| 2e | Ellen van Dijk       | Pays-Bas         | Sunweb                        | + 9 s           |
| 3e | Lisa Brennauer       | Allemagne        | Canyon-SRAM Racing            | + 40 s          |
| 4e | Anna van der Breggen | Pays-Bas         | Boels Dolmans                 | + 47 s          |
| 5e | Linda Villumsen      | Nouvelle-Zélande | VéloCONCEPT Women             | + 55 s          |
| 6e | Mieke Kröger         | Allemagne        | Canyon-SRAM Racing            | + 56 s          |
| 7e | Chantal Blaak        | Pays-Bas         | Boels Dolmans                 | + 1 min 01 s    |
| 8e | Ann-Sophie Duyck     | Belgique         | Drops                         | + 1 min 02 s    |
| 9e | Trixi Worrack        | Allemagne        | Canyon-SRAM Racing            | + 1 min 19 s    |
| 10e | Tayler Wiles         | États-Unis       | UnitedHealthcare Women's Team | + 1 min 23 s    |

### 4eétape
La première échappée, Pernille Mathiesen, ne part qu'au bout d'une heure de course. Elle est rapidement reprise. Elle est ensuite imitée par Jessy Druyts, Thea Thorsen, Rossella Ratto et Winanda Spoor, mais aucune n'a de succès. Les équipes Canyon-SRAM et Cylance impriment un rythme important dans les derniers kilomètres. Le sprint est très serré. Lisa Brennauer gagne au lancé de vélo face à Chloe Hosking et Roxane Fournier qui revenait rapidement de l'arrière.
| \| Classement de l'étape \| Classement de l'étape \| Classement de l'étape \| Classement de l'étape \| Classement de l'étape \| \| Coureuse \| Coureuse \| Pays \| Équipe \| Temps \| \| --------------------- \| ------------------------- \| --------------------- \| ---------------------------------- \| --------------------- \| \| 1re \| Lisa Brennauer \| Allemagne \| Canyon-SRAM Racing \| 2 h 57 min 42 s \| \| 2e \| Chloe Hosking \| Australie \| Alé Cipollini \| + 0 s \| \| 3e \| Roxane Fournier \| France \| FDJ-Nouvelle Aquitaine-Futuroscope \| + 0 s \| \| 4e \| Kirsten Wild \| Pays-Bas \| Cylance \| + 0 s \| \| 5e \| Marta Bastianelli \| Italie \| Alé Cipollini \| + 0 s \| \| 6e \| Christine Majerus \| Luxembourg \| Boels Dolmans \| + 0 s \| \| 7e \| Maria Giulia Confalonieri \| Italie \| Lensworld-Kuota \| + 0 s \| \| 8e \| Gracie Elvin \| Australie \| Orica-Scott \| + 0 s \| \| 9e \| Annemiek van Vleuten \| Pays-Bas \| Orica-Scott \| + 0 s \| \| 10e \| Trixi Worrack \| Allemagne \| Canyon-SRAM Racing \| + 0 s \| |                           |            |                                    |                 |
| |                           |            |                                    |                 |
| Source : ProCyclingStats |                           |            |                                    |                 |
| Classement de l'étape |                           |            |                                    |                 |
| Coureuse | Coureuse                  | Pays       | Équipe                             | Temps           |
| 1re | Lisa Brennauer            | Allemagne  | Canyon-SRAM Racing                 | 2 h 57 min 42 s |
| 2e | Chloe Hosking             | Australie  | Alé Cipollini                      | + 0 s           |
| 3e | Roxane Fournier           | France     | FDJ-Nouvelle Aquitaine-Futuroscope | + 0 s           |
| 4e | Kirsten Wild              | Pays-Bas   | Cylance                            | + 0 s           |
| 5e | Marta Bastianelli         | Italie     | Alé Cipollini                      | + 0 s           |
| 6e | Christine Majerus         | Luxembourg | Boels Dolmans                      | + 0 s           |
| 7e | Maria Giulia Confalonieri | Italie     | Lensworld-Kuota                    | + 0 s           |
| 8e | Gracie Elvin              | Australie  | Orica-Scott                        | + 0 s           |
| 9e | Annemiek van Vleuten      | Pays-Bas   | Orica-Scott                        | + 0 s           |
| 10e | Trixi Worrack             | Allemagne  | Canyon-SRAM Racing                 | + 0 s           |

| \| Classement général \| Classement général \| Classement général \| Classement général \| Classement général \| \| Coureuse \| Coureuse \| Pays \| Équipe \| Temps \| \| ------------------ \| -------------------- \| ------------------ \| ------------------ \| ------------------ \| \| 1re \| Annemiek van Vleuten \| Pays-Bas \| Orica-Scott \| 6 h 44 min 29 s \| \| 2e \| Ellen van Dijk \| Pays-Bas \| Sunweb \| + 9 s \| \| 3e \| Lisa Brennauer \| Allemagne \| Canyon-SRAM Racing \| + 30 s \| \| 4e \| Anna van der Breggen \| Pays-Bas \| Boels Dolmans \| + 47 s \| \| 5e \| Linda Villumsen \| Nouvelle-Zélande \| VéloCONCEPT Women \| + 55 s \| \| 6e \| Chantal Blaak \| Pays-Bas \| Boels Dolmans \| + 1 min 01 s \| \| 7e \| Mieke Kröger \| Allemagne \| Canyon-SRAM Racing \| + 1 min 04 s \| \| 8e \| Ann-Sophie Duyck \| Belgique \| Belgique \| + 1 min 10 s \| \| 9e \| Trixi Worrack \| Allemagne \| Canyon-SRAM Racing \| + 1 min 19 s \| \| 10e \| Amy Pieters \| Pays-Bas \| Boels Dolmans \| + 1 min 29 s \| |                      |                  |                    |                 |
| |                      |                  |                    |                 |
| Source : ProCyclingStats |                      |                  |                    |                 |
| Classement général |                      |                  |                    |                 |
| Coureuse | Coureuse             | Pays             | Équipe             | Temps           |
| 1re | Annemiek van Vleuten | Pays-Bas         | Orica-Scott        | 6 h 44 min 29 s |
| 2e | Ellen van Dijk       | Pays-Bas         | Sunweb             | + 9 s           |
| 3e | Lisa Brennauer       | Allemagne        | Canyon-SRAM Racing | + 30 s          |
| 4e | Anna van der Breggen | Pays-Bas         | Boels Dolmans      | + 47 s          |
| 5e | Linda Villumsen      | Nouvelle-Zélande | VéloCONCEPT Women  | + 55 s          |
| 6e | Chantal Blaak        | Pays-Bas         | Boels Dolmans      | + 1 min 01 s    |
| 7e | Mieke Kröger         | Allemagne        | Canyon-SRAM Racing | + 1 min 04 s    |
| 8e | Ann-Sophie Duyck     | Belgique         | Belgique           | + 1 min 10 s    |
| 9e | Trixi Worrack        | Allemagne        | Canyon-SRAM Racing | + 1 min 19 s    |
| 10e | Amy Pieters          | Pays-Bas         | Boels Dolmans      | + 1 min 29 s    |

### 5eétape
Le peloton arrive groupé au pied de la première ascension du Slingerberg, dans le Limbourg, au kilomètre cinquante-deux. L'enchaînement des difficultés typiques de l'Amstel Gold Race réduit le peloton à trente coureuses au kilomètre quatre-vingt-cinq. Alexis Ryan attaque peu avant le premier passage sur la ligne d'arrivée. Elle est rejointe plus loin par Romy Kasper et Chantal Blaak. Leur avance culmine à trente secondes, mais elles sont reprises dans le Tentstraat. Dans la côte de Vaalsbroek, Anna van Breggen place une offensive. Annemiek van Vleuten est attentive et réagit immédiatement. Hannah Barnes revient ensuite sur les deux leaders, mais les trois sont rapidement reprises. Le scénario se répète dans le Groenenweg. Anna van der Breggen part avec Annemiek van Vleuten. Elles ne sont plus rejointes. Au sprint, Anna van der Breggen se montre la plus rapide. Derrière, Amy Pieters règle le sprint du peloton.
| \| Classement de l'étape \| Classement de l'étape \| Classement de l'étape \| Classement de l'étape \| Classement de l'étape \| \| Coureuse \| Coureuse \| Pays \| Équipe \| Temps \| \| --------------------- \| --------------------- \| --------------------- \| ---------------------------------- \| --------------------- \| \| 1re \| Anna van der Breggen \| Pays-Bas \| Boels Dolmans \| 3 h 44 min 27 s \| \| 2e \| Annemiek van Vleuten \| Pays-Bas \| Orica-Scott \| + 0 s \| \| 3e \| Amy Pieters \| Pays-Bas \| Boels Dolmans \| + 48 s \| \| 4e \| Janneke Ensing \| Pays-Bas \| Alé Cipollini \| + 48 s \| \| 5e \| Ruth Edwards \| États-Unis \| UnitedHealthcare Women's Team \| + 48 s \| \| 6e \| Eugénie Duval \| France \| FDJ-Nouvelle Aquitaine-Futuroscope \| + 48 s \| \| 7e \| Shara Gillow \| Australie \| FDJ-Nouvelle Aquitaine-Futuroscope \| + 48 s \| \| 8e \| Tatiana Guderzo \| Italie \| Lensworld-Kuota \| + 48 s \| \| 9e \| Chantal Blaak \| Pays-Bas \| Boels Dolmans \| + 48 s \| \| 10e \| Elisa Longo Borghini \| Italie \| Wiggle High5 \| + 48 s \| |                      |            |                                    |                 |
| |                      |            |                                    |                 |
| Source : ProCyclingStats |                      |            |                                    |                 |
| Classement de l'étape |                      |            |                                    |                 |
| Coureuse | Coureuse             | Pays       | Équipe                             | Temps           |
| 1re | Anna van der Breggen | Pays-Bas   | Boels Dolmans                      | 3 h 44 min 27 s |
| 2e | Annemiek van Vleuten | Pays-Bas   | Orica-Scott                        | + 0 s           |
| 3e | Amy Pieters          | Pays-Bas   | Boels Dolmans                      | + 48 s          |
| 4e | Janneke Ensing       | Pays-Bas   | Alé Cipollini                      | + 48 s          |
| 5e | Ruth Edwards         | États-Unis | UnitedHealthcare Women's Team      | + 48 s          |
| 6e | Eugénie Duval        | France     | FDJ-Nouvelle Aquitaine-Futuroscope | + 48 s          |
| 7e | Shara Gillow         | Australie  | FDJ-Nouvelle Aquitaine-Futuroscope | + 48 s          |
| 8e | Tatiana Guderzo      | Italie     | Lensworld-Kuota                    | + 48 s          |
| 9e | Chantal Blaak        | Pays-Bas   | Boels Dolmans                      | + 48 s          |
| 10e | Elisa Longo Borghini | Italie     | Wiggle High5                       | + 48 s          |

| \| Classement général \| Classement général \| Classement général \| Classement général \| Classement général \| \| Coureuse \| Coureuse \| Pays \| Équipe \| Temps \| \| ------------------ \| -------------------- \| ------------------ \| ------------------ \| ------------------ \| \| 1re \| Annemiek van Vleuten \| Pays-Bas \| Orica-Scott \| 10 h 28 min 50 s \| \| 2e \| Anna van der Breggen \| Pays-Bas \| Boels Dolmans \| + 43 s \| \| 3e \| Ellen van Dijk \| Pays-Bas \| Sunweb \| + 1 min 03 s \| \| 4e \| Lisa Brennauer \| Allemagne \| Canyon-SRAM Racing \| + 1 min 24 s \| \| 5e \| Linda Villumsen \| Nouvelle-Zélande \| VéloCONCEPT Women \| + 1 min 49 s \| \| 6e \| Chantal Blaak \| Pays-Bas \| Boels Dolmans \| + 1 min 55 s \| \| 7e \| Amy Pieters \| Pays-Bas \| Boels Dolmans \| + 2 min 19 s \| \| 8e \| Elisa Longo Borghini \| Italie \| Wiggle High5 \| + 2 min 26 s \| \| 9e \| Elena Cecchini \| Italie \| Canyon-SRAM Racing \| + 2 min 27 s \| \| 10e \| Audrey Cordon-Ragot \| France \| Wiggle High5 \| + 2 min 41 s \| |                      |                  |                    |                  |
| |                      |                  |                    |                  |
| Source : ProCyclingStats |                      |                  |                    |                  |
| Classement général |                      |                  |                    |                  |
| Coureuse | Coureuse             | Pays             | Équipe             | Temps            |
| 1re | Annemiek van Vleuten | Pays-Bas         | Orica-Scott        | 10 h 28 min 50 s |
| 2e | Anna van der Breggen | Pays-Bas         | Boels Dolmans      | + 43 s           |
| 3e | Ellen van Dijk       | Pays-Bas         | Sunweb             | + 1 min 03 s     |
| 4e | Lisa Brennauer       | Allemagne        | Canyon-SRAM Racing | + 1 min 24 s     |
| 5e | Linda Villumsen      | Nouvelle-Zélande | VéloCONCEPT Women  | + 1 min 49 s     |
| 6e | Chantal Blaak        | Pays-Bas         | Boels Dolmans      | + 1 min 55 s     |
| 7e | Amy Pieters          | Pays-Bas         | Boels Dolmans      | + 2 min 19 s     |
| 8e | Elisa Longo Borghini | Italie           | Wiggle High5       | + 2 min 26 s     |
| 9e | Elena Cecchini       | Italie           | Canyon-SRAM Racing | + 2 min 27 s     |
| 10e | Audrey Cordon-Ragot  | France           | Wiggle High5       | + 2 min 41 s     |

### 6eétape
Une échappée se forme dès le début d'étape. Elle est constituée de : Rozanne Slik, Roxane Knetemann, Marta Tagliaferro, Natalie van Gogh, Christine Majerus, Amy Cure, Jeanne Korevaar, Winanda Spoor, Alexis Ryan et Chloe Hosking. Leur avance monte à deux minutes puis trois avant qu'Orica-Scott ne décide de faire plafonner l'avance. Dans la côte de Schweikhuizen, Anna van der Breggen tente de déstabiliser Annemiek van Vleuten sans succès. Cette accélération décime le peloton. Janneke Ensing et Katarzyna Niewiadoma en profitent pour faire le bon sur l'échappée au kilomètre quatre-vingt-dix-huit. Katarzyna Niewiadoma attaque ensuite dans Meerssen puis dans le Snijdersberg. Derrière Lucinda Brand, Janneke Ensing, Christine Majerus et Alexis Ryan s'organisent pour la reprendre. La Polonaise a quarante secondes d'avance sur ce groupe à quinze kilomètres de l'arrivée et une minute vingt sur le peloton. Ce dernier doit poser pied à terre à cause d'un passage à niveau fermé. À cinq kilomètres de l'arrivée, Lucinda Brand et Janneke Ensing reviennent sur Katarzyna Niewiadoma. Janneke Ensing attaque peu après. Elle n'est pas reprise et lève les bras. Lucinda Brand prend la deuxième place et Katarzyna Niewiadoma est troisième. Derrière, Annemiek van Vleuten n'est pas inquiétée et s'impose.
| \| Classement de l'étape \| Classement de l'étape \| Classement de l'étape \| Classement de l'étape \| Classement de l'étape \| \| Coureuse \| Coureuse \| Pays \| Équipe \| Temps \| \| --------------------- \| --------------------- \| --------------------- \| ---------------------------------- \| --------------------- \| \| 1re \| Janneke Ensing \| Pays-Bas \| Alé Cipollini \| 4 h 11 min 57 s \| \| 2e \| Lucinda Brand \| Pays-Bas \| Sunweb \| + 30 s \| \| 3e \| Katarzyna Niewiadoma \| Pologne \| WM3 \| + 35 s \| \| 4e \| Marta Bastianelli \| Italie \| Alé Cipollini \| + 1 min 10 s \| \| 5e \| Roxane Fournier \| France \| FDJ-Nouvelle Aquitaine-Futuroscope \| + 1 min 10 s \| \| 6e \| Anouska Koster \| Pays-Bas \| WM3 \| + 1 min 10 s \| \| 7e \| Elena Cecchini \| Italie \| Canyon-SRAM Racing \| + 1 min 10 s \| \| 8e \| Emilia Fahlin \| Suède \| Wiggle High5 \| + 1 min 10 s \| \| 9e \| Sheyla Gutiérrez \| Espagne \| Cylance \| + 1 min 10 s \| \| 10e \| Lisa Brennauer \| Allemagne \| Canyon-SRAM Racing \| + 1 min 10 s \| |                      |           |                                    |                 |
| |                      |           |                                    |                 |
| Source : ProCyclingStats |                      |           |                                    |                 |
| Classement de l'étape |                      |           |                                    |                 |
| Coureuse | Coureuse             | Pays      | Équipe                             | Temps           |
| 1re | Janneke Ensing       | Pays-Bas  | Alé Cipollini                      | 4 h 11 min 57 s |
| 2e | Lucinda Brand        | Pays-Bas  | Sunweb                             | + 30 s          |
| 3e | Katarzyna Niewiadoma | Pologne   | WM3                                | + 35 s          |
| 4e | Marta Bastianelli    | Italie    | Alé Cipollini                      | + 1 min 10 s    |
| 5e | Roxane Fournier      | France    | FDJ-Nouvelle Aquitaine-Futuroscope | + 1 min 10 s    |
| 6e | Anouska Koster       | Pays-Bas  | WM3                                | + 1 min 10 s    |
| 7e | Elena Cecchini       | Italie    | Canyon-SRAM Racing                 | + 1 min 10 s    |
| 8e | Emilia Fahlin        | Suède     | Wiggle High5                       | + 1 min 10 s    |
| 9e | Sheyla Gutiérrez     | Espagne   | Cylance                            | + 1 min 10 s    |
| 10e | Lisa Brennauer       | Allemagne | Canyon-SRAM Racing                 | + 1 min 10 s    |

## Classements finals

### Classement général final
| \| Classement général \| Classement général \| Classement général \| Classement général \| Classement général \| \| Coureuse \| Coureuse \| Pays \| Équipe \| Temps \| \| ------------------ \| -------------------- \| ------------------ \| ------------------ \| ------------------ \| \| 1re \| Annemiek van Vleuten \| Pays-Bas \| Orica-Scott \| 14 h 41 min 57 s \| \| 2e \| Anna van der Breggen \| Pays-Bas \| Boels Dolmans \| + 43 s \| \| 3e \| Ellen van Dijk \| Pays-Bas \| Sunweb \| + 1 min 03 s \| \| 4e \| Lisa Brennauer \| Allemagne \| Canyon-SRAM Racing \| + 1 min 24 s \| \| 5e \| Linda Villumsen \| Nouvelle-Zélande \| VéloCONCEPT Women \| + 1 min 49 s \| \| 6e \| Chantal Blaak \| Pays-Bas \| Boels Dolmans \| + 1 min 55 s \| \| 7e \| Katarzyna Niewiadoma \| Pologne \| WM3 \| + 2 min 04 s \| \| 8e \| Janneke Ensing \| Pays-Bas \| Alé Cipollini \| + 2 min 18 s \| \| 9e \| Amy Pieters \| Pays-Bas \| Boels Dolmans \| + 2 min 19 s \| \| 10e \| Elena Cecchini \| Italie \| Canyon-SRAM Racing \| + 2 min 27 s \| |                      |                  |                    |                  |
| |                      |                  |                    |                  |
| Source : ProCyclingStats |                      |                  |                    |                  |
| Classement général |                      |                  |                    |                  |
| Coureuse | Coureuse             | Pays             | Équipe             | Temps            |
| 1re | Annemiek van Vleuten | Pays-Bas         | Orica-Scott        | 14 h 41 min 57 s |
| 2e | Anna van der Breggen | Pays-Bas         | Boels Dolmans      | + 43 s           |
| 3e | Ellen van Dijk       | Pays-Bas         | Sunweb             | + 1 min 03 s     |
| 4e | Lisa Brennauer       | Allemagne        | Canyon-SRAM Racing | + 1 min 24 s     |
| 5e | Linda Villumsen      | Nouvelle-Zélande | VéloCONCEPT Women  | + 1 min 49 s     |
| 6e | Chantal Blaak        | Pays-Bas         | Boels Dolmans      | + 1 min 55 s     |
| 7e | Katarzyna Niewiadoma | Pologne          | WM3                | + 2 min 04 s     |
| 8e | Janneke Ensing       | Pays-Bas         | Alé Cipollini      | + 2 min 18 s     |
| 9e | Amy Pieters          | Pays-Bas         | Boels Dolmans      | + 2 min 19 s     |
| 10e | Elena Cecchini       | Italie           | Canyon-SRAM Racing | + 2 min 27 s     |

### Points UCI
| Position,                 | 1er | 2e  | 3e | 4e | 5e | 6e | 7e | 8e | 9e | 10e | 11e | 12e | 13e | 14e | 15e | 16e | 17e | 18e | 19e | 20e |
| Classement général        | 120 | 100 | 85 | 70 | 60 | 50 | 40 | 35 | 30 | 25  | 20  | 18  | 16  | 14  | 12  | 10  | 8   | 6   | 4   | 2   |
| Étapes et demi-étapes     | 25  | 20  | 18 | 16 | 14 | 12 | 10 | 8  | 6  | 4   |     |     |     |     |     |     |     |     |     |     |
| Port du maillot de leader | 6   |     |    |    |    |    |    |    |    |     |     |     |     |     |     |     |     |     |     |     |

### Classements annexes

#### Classement par points
| Classement par points | Classement par points | Classement par points | Classement par points              | Classement par points |
| Coureuse              | Coureuse              | Pays                  | Équipe                             | Points                |
| --------------------- | --------------------- | --------------------- | ---------------------------------- | --------------------- |
| 1re                   | Lisa Brennauer        | Allemagne             | Canyon-SRAM Racing                 | 79 pts                |
| 2e                    | Annemiek van Vleuten  | Pays-Bas              | Orica-Scott                        | 77 pts                |
| 3e                    | Anna van der Breggen  | Pays-Bas              | Boels Dolmans                      | 58 pts                |
| 4e                    | Ellen van Dijk        | Pays-Bas              | Sunweb                             | 54 pts                |
| 5e                    | Amy Pieters           | Pays-Bas              | Boels Dolmans                      | 45 pts                |
| 6e                    | Janneke Ensing        | Pays-Bas              | Alé Cipollini                      | 39 pts                |
| 7e                    | Kirsten Wild          | Pays-Bas              | Cylance                            | 39 pts                |
| 8e                    | Roxane Fournier       | France                | FDJ-Nouvelle Aquitaine-Futuroscope | 34 pts                |
| 9e                    | Lucinda Brand         | Pays-Bas              | Sunweb                             | 33 pts                |
| 10e                   | Chantal Blaak         | Pays-Bas              | Boels Dolmans                      | 27 pts                |

#### Classement de la meilleure grimpeuse
| Classement de la montagne | Classement de la montagne | Classement de la montagne | Classement de la montagne   | Classement de la montagne |
| ------------------------- | ------------------------- | ------------------------- | --------------------------- | ------------------------- |
|                           | Coureur                   | Pays                      | Équipe                      | Point(s)                  |
| 1er                       | Alexis Ryan               | États-Unis                | Canyon-SRAM                 | 23 points                 |
| 2e                        | Natalie van Gogh          | Pays-Bas                  | Parkhotel Valkenburg-Destil | 16 pts                    |
| 3e                        | Katarzyna Niewiadoma      | Pologne                   | WM3                         | 10 pts                    |
| modifier                  |                           |                           |                             |                           |

#### Classement de la meilleure jeune
| Classement de la meilleure jeune | Classement de la meilleure jeune | Classement de la meilleure jeune | Classement de la meilleure jeune | Classement de la meilleure jeune |
|                                  | Coureur                          | Pays                             | Équipe                           | Temps                            |
| -------------------------------- | -------------------------------- | -------------------------------- | -------------------------------- | -------------------------------- |
| 1er                              | Demi de Jong                     | Pays-Bas                         | Parkhotel Valkenburg-Destil      | en 14 h 48 min 43 s              |
| 2e                               | Pernille Mathiesen               | Danemark                         | Véloconcept                      | +45 s                            |
| 3e                               | Amalie Dideriksen                | Danemark                         | Boels Dolmans                    | +11 min 25 s                     |
| modifier                         |                                  |                                  |                                  |                                  |

#### Classement des sprints
| Classement des sprints | Classement des sprints | Classement des sprints | Classement des sprints      | Classement des sprints |
| ---------------------- | ---------------------- | ---------------------- | --------------------------- | ---------------------- |
|                        | Coureur                | Pays                   | Équipe                      | Point(s)               |
| 1er                    | Winanda Spoor          | Pays-Bas               | Lensworld-Kuota             | 14 points              |
| 2e                     | Natalie van Gogh       | Pays-Bas               | Parkhotel Valkenburg-Destil | 3 pts                  |
| 3e                     | Alexis Ryan            | États-Unis             | Canyon-SRAM                 | 3 pts                  |
| modifier               |                        |                        |                             |                        |

#### Classement de la meilleure équipe
| Classement par équipes | Classement par équipes             | Classement par équipes | Classement par équipes |
| Équipe                 | Équipe                             | Pays                   | Temps                  |
| ---------------------- | ---------------------------------- | ---------------------- | ---------------------- |
| 1re                    | Boels Dolmans                      | Pays-Bas               | 44 h 11 min 02 s       |
| 2e                     | Canyon-SRAM                        | Allemagne              | + 1 min 06 s           |
| 3e                     | Wiggle High5                       | Royaume-Uni            | + 3 min 14 s           |
| 4e                     | FDJ-Nouvelle Aquitaine-Futuroscope | France                 | + 6 min 06 s           |
| 5e                     | États-Unis                         | États-Unis             | + 6 min 40 s           |
| 6e                     | WM3 Pro Cycling                    | Pays-Bas               | + 8 min 12 s           |
| 7e                     | Alé Cipollini Galassia             | Italie                 | + 8 min 45 s           |
| 8e                     | Sunweb                             | Pays-Bas               | + 8 min 48 s           |
| 9e                     | Orica-Scott                        | Australie              | + 12 min 31 s          |
| 10e                    | Cylance Pro Cycling                | États-Unis             | + 12 min 45 s          |

## Évolution des classements
| Étape              | Vainqueur            | Classement général   | Classement par points | Classement de la meilleure jeune | Classement des sprints | Classement de la montagne | Prix de la combativité |
| ------------------ | -------------------- | -------------------- | --------------------- | -------------------------------- | ---------------------- | ------------------------- | ---------------------- |
| P                  | Annemiek van Vleuten | Annemiek van Vleuten | Annemiek van Vleuten  | Floortje Mackaij                 | non attribué           | non attribué              | non attribué           |
| 2                  | Kirsten Wild         | Annemiek van Vleuten | Lisa Brennauer        | Floortje Mackaij                 | Winanda Spoor          | Natalie van Gogh          | Eri Yonamine           |
| 3                  | Annemiek van Vleuten | Annemiek van Vleuten | Ellen van Dijk        | Karlijn Swinkels                 | Winanda Spoor          | Natalie van Gogh          | Eri Yonamine           |
| 4                  | Lisa Brennauer       | Annemiek van Vleuten | Lisa Brennauer        | Karlijn Swinkels                 | Winanda Spoor          | Natalie van Gogh          | Pernille Mathiesen     |
| 5                  | Anna van der Breggen | Annemiek van Vleuten | Annemiek van Vleuten  | Demi de Jong                     | Winanda Spoor          | Anouska Koster            | Alexis Ryan            |
| 6                  | Janneke Ensing       | Annemiek van Vleuten | Lisa Brennauer        | Demi de Jong                     | Winanda Spoor          | Alexis Ryan               | Katarzyna Niewiadoma   |
| Classements finals | Classements finals   | Annemiek van Vleuten | Lisa Brennauer        | Demi de Jong                     | Winanda Spoor          | Alexis Ryan               | non attribué           |

## Liste des participantes
| Légende                                | Légende                                                                                              | Légende                          | Légende |
| -------------------------------------- | --- | -------------------------------- | --- |
| Num                                    | Dossard de départ porté par la coureuse sur ce Boels Ladies Tour                                     | Pos                              | Position finale au classement général                                                                           |
| Leader du classement général           | Indique la vainqueur du classement général                                                           | Leader du classement par points  | Indique la vainqueur du classement par points                                                                   |
| Leader du classement de la montagne    | Indique la vainqueur du classement de la montagne                                                    | Leader du classement des sprints | Indique la vainqueur du classement des sprints                                                                  |
| Leader du classement du meilleur jeune | Indique la vainqueur du classement de la meilleure jeune                                             |                                  | Indique un maillot de champion national ou mondial, suivi de sa spécialité                                      |
| #                                      | Indique la meilleure équipe                                                                          | NP                               | Indique une coureuse qui n'a pas pris le départ d'une étape, suivi du numéro de l'étape où elle s'est retirée   |
| AB                                     | Indique une coureuse qui n'a pas terminé une étape, suivi du numéro de l'étape où elle s'est retirée | HD                               | Indique un coureuse qui a terminé une étape hors des délais, suivi du numéro de l'étape                         |
| DSQ                                    | Indique un coureur qui a été disqualifié de la course, suivi du numéro de l'étape                    | *                                | Indique un coureuse en lice pour le classement de la meilleure jeune (coureuses nées après le 1er janvier 1995) |

| Boels Dolmans DLT | Boels Dolmans DLT               | Boels Dolmans DLT |
| ----------------- | ------------------------------- | ----------------- |
| Num               | Coureur                         | Pos               |
| 1                 | Anna van der Breggen (NED)      | 2e                |
| 2                 | Chantal Blaak (NED) (route)     | 6e                |
| 3                 | Amy Pieters (NED)               | 9e                |
| 4                 | Amalie Dideriksen (DEN) (route) | 45e               |
| 5                 | Christine Majerus (LUX) (route) | 33e               |
| 6                 | Elizabeth Deignan (GBR)         | NP-3              |

| Wiggle High5 WHT | Wiggle High5 WHT                   | Wiggle High5 WHT |
| ---------------- | ---------------------------------- | ---------------- |
| Num              | Coureur                            | Pos              |
| 11               | Elisa Longo Borghini (ITA) (route) | AB-6             |
| 12               | Audrey Cordon (FRA)                | 11e              |
| 13               | Annette Edmondson (AUS)            | AB-6             |
| 14               | Claudia Lichtenberg (GER)          | 16e              |
| 15               | Emilia Fahlin (SWE)                | 38e              |
| 16               | Amy Cure (AUS)                     | 61e              |

| WM3 | WM3                        | WM3  |
| --- | -------------------------- | ---- |
| Num | Coureur                    | Pos  |
| 21  | Anouska Koster (NED)       | 28e  |
| 22  | Moniek Tenniglo (NED)      | NP-6 |
| 23  | Lauren Kitchen (AUS)       | AB-5 |
| 24  | Riejanne Markus (NED)      | 23e  |
| 25  | Jeanne Korevaar (NED)      | 54e  |
| 26  | Katarzyna Niewiadoma (POL) | 7e   |

| Sunweb SUN | Sunweb SUN              | Sunweb SUN |
| ---------- | ----------------------- | ---------- |
| Num        | Coureur                 | Pos        |
| 31         | Lucinda Brand (NED)     | 25e        |
| 32         | Floortje Mackaij (NED)  | AB-5       |
| 33         | Julia Soek (NED)        | AB-6       |
| 34         | Sabrina Stultiens (NED) | 36e        |
| 35         | Ellen van Dijk (NED)    | 3e         |
| 36         | Rozanne Slik (NED)      | 41e        |

| Canyon-SRAM Racing LPR | Canyon-SRAM Racing LPR | Canyon-SRAM Racing LPR |
| ---------------------- | ---------------------- | ---------------------- |
| Num                    | Coureur                | Pos                    |
| 41                     | Hannah Barnes (GBR)    | 31e                    |
| 42                     | Lisa Brennauer (GER)   | 4e                     |
| 43                     | Elena Cecchini (ITA )  | 10e                    |
| 44                     | Mieke Kröger (GER)     | 22e                    |
| 45                     | Alexis Ryan (USA )     | 27e                    |
| 46                     | Trixi Worrack (GER)    | 19e                    |

| Orica-Scott ORS | Orica-Scott ORS            | Orica-Scott ORS |
| --------------- | -------------------------- | --------------- |
| Num             | Coureur                    | Pos             |
| 51              | Annemiek van Vleuten (NED) | 1re             |
| 52              | Gracie Elvin (AUS)         | 49e             |
| 53              | Amanda Spratt (AUS)        | 24e             |
| 54              | Jessica Allen (AUS)        | AB-6            |
| 55              | Georgia Williams (NZL)     | AB-6            |
| 56              | Sarah Roy (AUS)            | 51e             |

| Alé Cipollini ALE | Alé Cipollini ALE       | Alé Cipollini ALE |
| ----------------- | ----------------------- | ----------------- |
| Num               | Coureur                 | Pos               |
| 61                | Marta Bastianelli (ITA) | 35e               |
| 62                | Chloe Hosking (AUS)     | 44e               |
| 63                | Janneke Ensing (NED)    | 8e                |
| 64                | Soraya Paladin (ITA)    | 32e               |
| 65                | Romy Kasper (GER)       | 26e               |
| 66                | Anna Trevisi (ITA)      | 56e               |

| Cylance CPC | Cylance CPC                         | Cylance CPC |
| ----------- | ----------------------------------- | ----------- |
| Num         | Coureur                             | Pos         |
| 71          | Kirsten Wild (NED )                 | 59e         |
| 72          | Marta Tagliaferro (ITA )            |             |
| 73          | Rossella Ratto (ITA )               | 18e         |
| 74          | Sheyla Gutierrez Ruiz (ESP) (route) | 39e         |
| 75          | Rachele Barbieri (ITA )             | AB-5        |
| 76          | Małgorzata Jasińska (POL )          | 29e         |

| Véloconcept TVW | Véloconcept TVW          | Véloconcept TVW |
| --------------- | ------------------------ | --------------- |
| Num             | Coureur                  | Pos             |
| 81              | Claudia Koster (NED)     | AB-6            |
| 82              | Christina Siggaard (DEN) | AB-6            |
| 83              | Pernille Mathiesen (DEN) | 37e             |
| 84              | Sara Penton (SWE)        | 65e             |
| 85              | Linda Villumsen (NZL)    | 5e              |

| Hitec Products HPU | Hitec Products HPU      | Hitec Products HPU |
| ------------------ | ----------------------- | ------------------ |
| Num                | Coureur                 | Pos                |
| 91                 | Charlotte Becker ( GER) | AB-5               |
| 92                 | Simona Frapporti (ITA)  | 48e                |
| 93                 | Nina Kessler ( NED)     | 60e                |
| 94                 | Ilona Hoeksma ( NED)    | 68e                |
| 95                 | Thea Thorsen ( NOR)     | 63e                |
| 96                 | Tone Lima (NOR)         | HD-5               |

| Lares-Waowdeals LWW | Lares-Waowdeals LWW      | Lares-Waowdeals LWW |
| ------------------- | ------------------------ | ------------------- |
| Num                 | Coureur                  | Pos                 |
| 101                 | Thalita de Jong (NED)    | NP-6                |
| 102                 | Sarah Inghelbrecht (BEL) | HD-5                |
| 103                 | Daniela Reis (POR)       | 67e                 |
| 104                 | Lotte van Hoek (NED)     | AB-2                |
| 105                 | Sarah Rijkes (AUT)       | AB-6                |
| 106                 | Bryony van Velzen (NED)  | AB-5                |

| Lensworld-Kuota LZE | Lensworld-Kuota LZE             | Lensworld-Kuota LZE |
| ------------------- | ------------------------------- | ------------------- |
| Num                 | Coureur                         | Pos                 |
| 111                 | Maria Giulia Confalonieri (ITA) | 47e                 |
| 112                 | Annalisa Cucinotta (ITA)        | AB-5                |
| 113                 | Tatiana Guderzo (ITA)           | 15e                 |
| 114                 | Winanda Spoor (NED)             | 6e                  |
| 115                 | Kaat Hannes (BEL)               | AB-5                |

| FDJ-Nouvelle Aquitaine-Futuroscope FUT | FDJ-Nouvelle Aquitaine-Futuroscope FUT | FDJ-Nouvelle Aquitaine-Futuroscope FUT |
| -------------------------------------- | -------------------------------------- | -------------------------------------- |
| Num                                    | Coureur                                | Pos                                    |
| 121                                    | Roxane Knetemann (NED)                 | 20e                                    |
| 122                                    | Roxane Fournier (FRA)                  | 40e                                    |
| 123                                    | Shara Gillow (AUS)                     | 13e                                    |
| 124                                    | Coralie Demay (FRA)                    | 50e                                    |
| 125                                    | Eugénie Duval (FRA)                    | 14e                                    |
| 126                                    | Eri Yonamine (JPN) (route)             | 46e                                    |

| Parkhotel Valkenburg-Destil PVD | Parkhotel Valkenburg-Destil PVD | Parkhotel Valkenburg-Destil PVD |
| ------------------------------- | ------------------------------- | ------------------------------- |
| Num                             | Coureur                         | Pos                             |
| 131                             | Hanna Solovey (UKR)             | 43e                             |
| 132                             | Chanella Stougje (NED)          | HD-5                            |
| 133                             | Eva Buurman (NED)               | NP-3                            |
| 134                             | Natalie van Gogh (NED)          | 58e                             |
| 135                             | Demi de Jong (NED)              | 34e                             |
| 136                             | Karlijn Swinkels (NED)          | 57e                             |

| Sélection nationale belge | Sélection nationale belge | Sélection nationale belge |
| ------------------------- | ------------------------- | ------------------------- |
| Num                       | Coureur                   | Pos                       |
| 141                       | Valerie Demey (BEL)       | 64e                       |
| 142                       | Jessy Druyts (BEL)        | 52e                       |
| 143                       | Ann-Sophie Duyck (BEL)    | 17e                       |
| 144                       | Fenna Vanhoutte (BEL)     | 69e                       |

| Sélection nationale américaine | Sélection nationale américaine | Sélection nationale américaine |
| ------------------------------ | ------------------------------ | ------------------------------ |
| Num                            | Coureur                        | Pos                            |
| 151                            | Skylar Schneider (USA)         | 55e                            |
| 152                            | Samantha Schneider (USA)       | 53e                            |
| 153                            | Leah Thomas (USA)              | 21e                            |
| 154                            | Tayler Wiles (USA)             | 42e                            |
| 155                            | Ruth Winder (USA)              | 12e                            |
| 156                            | Katie Hall (USA)               | 30e                            |

## Présentation

### Comité d'organisation
L'épreuve est organisée par la Courage Events situé à Aduard.

### Règlement de la course

#### Délais
Lors d'une course cycliste, les coureurs sont tenus d'arriver dans un laps de temps imparti à la suite du premier pour pouvoir être classés. Les délais prévus sont de 10 % pour toutes les étapes, sauf le contre-la-montre par équipes où il est porté à 33 %.

#### Classements et bonifications
Le classement général individuel au temps est calculé par le cumul des temps enregistrés dans chacune des étapes parcourues. Des bonifications et d'éventuelles pénalisations sont incluses dans le calcul du classement. Le coureur qui est premier de ce classement est porteur du maillot orange. En cas d'égalité au temps, les centièmes de secondes lors des contre-la-montre servent à départager les concurrentes.
Des bonifications sont attribuées dans cette épreuve. L'arrivée des étapes, à l'exception des contre-la-montres, donne dix, six et quatre secondes de bonifications aux trois premières.

##### Classement par points
Le maillot vert, récompense le classement par points. Celui-ci se calcule selon le classement lors des arrivées d'étape.
Lors d'une arrivée d'étape, les quinze première se voient accorder des points selon le décompte suivant : 25, 20, 16, 14, 12, 10, 9, 8, 7, 6, 5, 4, 3, 2 et 1 point. En cas d'égalité, les coureurs sont prioritairement départagés par le nombre de victoires d'étapes. Si l'égalité persiste, le nombre de victoires à des sprints intermédiaires puis éventuellement la place obtenue au classement général entrent en compte. Pour être classé, un coureur doit avoir terminé la course dans les délais.

##### Classement de la meilleure grimpeuse
Le classement de la meilleure grimpeuse, ou classement des monts, est un classement spécifique basé sur les arrivées au sommet des ascensions répertoriées dans l'ensemble de la course. Elles sont classés en deux catégories. Les ascensions de première catégorie rapportent respectivement 5, 3 et 1 points aux trois premières coureuses, celles de deuxième catégorie 3, 2 et 1 points. Le premier du classement des monts est détenteur du maillot à pois. En cas d'égalité, les coureurs sont prioritairement départagés par le nombre de premières places aux sommets des ascension de première catégorie, puis de deuxième catégorie. Si l'égalité persiste, le critère suivant est la place obtenue au classement général. Pour être classé, un coureur doit avoir terminé la course dans les délais.

##### Classement de la meilleure jeune
Le classement de la meilleure jeune ne concerne qu'une certaine catégorie de coureuses, celles étant âgées de moins de 23 ans. C'est-à-dire aux coureuses nées après le 1er janvier 1995. Ce classement, basé sur le classement général, attribue au premier un maillot blanc.

##### Classement des sprints
Le maillot bleu, récompense le classement des sprints. Celui-ci se calcule selon le classement lors de sprints intermédiaires. Les trois premiers coureurs des sprints intermédiaires reçoivent respectivement 3, 2 et un point. En cas d'égalité, c'est le résultat du dernier sprint qui est retenu.

##### Classement par équipes
Le classement par équipes est calculé en conformité avec le règlement UCI.

##### Classement de la combativité
À l'issue de chaque étape, un jury constitué de la direction de course et de journalistes attribue à la coureuse ayant le plus mérité, le trophée de la combativité. Il est doté symboliquement d'un maillot rouge durant la remise des récompenses, cependant cet habit ne doit pas être porté en course.

##### Répartition des maillots
Chaque coureuse en tête d'un classement est porteuse du maillot ou du dossard distinctif correspondant. Cependant, dans le cas où une coureuse dominerait plusieurs classements, celle-ci ne porte qu'un seul maillot distinctif, selon une priorité de classements. Le classement général au temps est le classement prioritaire, suivi du classement par points, du classement général du meilleur grimpeur, du classement de la meilleure jeune, des sprints et du combiné. Si ce cas de figure se produit, le maillot correspondant au classement annexe de priorité inférieure n'est pas porté par celui qui domine ce classement mais par son deuxième.

#### Primes
Le prologue permet de remporter les primes suivantes :
| Position | 1er   | 2e    | 3e    | 4e    | 5e    | 6e    | 7e    | 8e   | 9e   | 10e  |
| Prix     | 404 € | 247 € | 170 € | 155 € | 145 € | 121 € | 107 € | 94 € | 94 € | 94 € |

En sus, les coureuses placées de la 11e à la 15e place gagnent 60 €.
Les autres étapes attribuent :
| Position | 1er   | 2e    | 3e    | 4e    | 5e    | 6e    | 7e    | 8e    | 9e    | 10e   |
| Prix     | 537 € | 329 € | 226 € | 206 € | 193 € | 161 € | 142 € | 124 € | 124 € | 124 € |

En sus, les coureuses placées de la 11e à la 15e place gagnent 80 €.
Le classement général final attribue les sommes suivantes :
| Position | 1er   | 2e    | 3e    | 4e    | 5e    | 6e    | 7e    | 8e    | 9e    | 10e   |
| Prix     | 699 € | 428 € | 294 € | 268 € | 251 € | 210 € | 185 € | 162 € | 162 € | 162 € |

Les coureuses placées de la 11e à la 15e place gagnent 104 €, celles de la 16e à la 20e places 80 €.

#### Prix
Le port de chacun des maillots distinctifs est récompensé par une prime journalière de 40 € pour le maillot orange (classement général) et 20 € pour tous les autres. Le gain final du classement par points, des sprints, de la meilleure jeune ou de la montagne rapporte :
| Position | 1er  | 2e   | 3e   | 4e   | 5e   | 6e  | 7e  | 8e  | 9e  | 10e |
| Prix     | 75 € | 60 € | 50 € | 25 € | 15 € | 0 € | 0 € | 0 € | 0 € | 0 € |